# Dolby Digital Plus
Dolby Digital Plus (DD + lub E-AC-3 (Enhanced Audio Compression - 3), a czasami niepoprawnie jako EC-3) jest cyfrowym sposobem kompresji audio.
E-AC-3 posiada szereg usprawnień mających na celu zwiększenie jakości w danym bitrate w porównaniu z wcześniejszymi Dolby Digital (AC-3).
Podczas gdy AC-3 obsługuje maksymalnie 5 pełnozakresowych kanałów audio w zakodowanym bitrate 640 kbit/s, E-AC-3 obsługuje do 15 kanałów audio w pełnym zakresie w zakodowanym bitrate 6.144 Mbit/s max.
Strumienie bitowe E-AC3 nie są wstecznie kompatybilne z wcześniejszymi dekoderami DD i poprzez wyjście S/PDIF i muszą zostać przekształcone do starszego formatu PCM, AC-3 lub DTS.

## Dane techniczne
DD+ posiada następujące parametry:
- Kodowanie: od 0,032 do 6,144 Mbit/s
- Kanały audio: 1.0 do 15.1 (tj. od mono do 15 kanałów w pełnym zakresie oraz kanał niskiej częstotliwości)
- Częstotliwość próbkowania: 32; 44,1; 48 oraz 96 kHz
- Głębia bitów: 24 bity na kanał

Komplet specyfikacji technicznych dla E-AC-3 został opublikowany w załączniku E ATSC A/52B, jak również w ETSI TS 102 366 V1.2.1 (2008-08).

## Sposób przesyłu
W roku 2007, HDMI 1.3 lub wyższy jest jedynym środkiem transportu surowców DD + bitstream między dwoma różnymi urządzeniami konsumenckimi. Starszy i bardziej powszechny interfejs S/PDIF nie może bezpośrednio dokonać transportu strumieni bitów DD + .

## HD DVDiBlu-Ray
Maksymalna liczba dyskretnych kanałów kodowanych jest taka sama dla obu formatów: 7.1. Jednakże, HD DVD i Blu-ray mogą wprowadzić ograniczenia techniczne dla obsługiwanych kodeków audio. Dlatego też korzystanie z DD + różni się znacznie w HD DVD od Blu-ray.
| Kodek  | HD DVD                     | HD DVD            | HD DVD                  | Blu-ray                                         | Blu-ray       | Blu-ray     |
| Kodek  | Dekodowanie                | Kanały            | Bitrate                 | Dekodowanie                                     | Kanały        | Bitrate     |
| ------ | -------------------------- | ----------------- | ----------------------- | ----------------------------------------------- | ------------- | ----------- |
| AC-3   | obligatoryjnie             | od 1 do 5.1       | 504 kbit/s              | obligatoryjnie                                  | od 1 do 5.1   | 640 kbit/s  |
| E-AC-3 | obligatoryjnie             | od 1 do 7.1       | 3.0 Mbit/s              | opcjonalnie, dostępne tylko dla kanałów tylnych | od 6.1 do 7.1 | 1.7 Mbit/s  |
| TrueHD | obligatoryjnie opcjonalnie | 1 lub 2 od 3 do 8 | 18.0 Mbit/s 18.0 Mbit/s | opcjonalnie                                     | od 1 do 8     | 18.0 Mbit/s |

## Odtwarzacze i zmniejszanie liczby kanałów
W przypadku braku połączenia HDMI 1.3, odtwarzacz potrafi dekodować audio, a następnie przekazuje je za pośrednictwem różnych metod:
- Wcześniejsze wersje HDMI, takie jak HDMI 1.1, wsparcie PCM, w którym odtwarzacz dekoduje audio i przekazuje go bezstratnie jako PCM poprzez złącze HDMI do odbiornika.
- Niektóre odbiorniki i odtwarzacze analogowe wspierają dźwięk surround, potrafią go dekodować i przekazać do odbiornika analogowego audio. dostępny też w dvb-t, dvb-t2